# Ruanda ai Giochi della XXIX Olimpiade
Il Ruanda ha partecipato ai Giochi della XXIX Olimpiade di Pechino, svoltisi dall'8 al 24 agosto 2008, con una delegazione di 4 atleti.

## Atletica leggera
| Gara               | Atleta                | Tempo      | Pos. |
| ------------------ | --------------------- | ---------- | ---- |
| 10000 m maschili   | Dieudonné Disi        | 27'56"74   | 19   |
| Maratona femminile | Epiphanie Nyirabarame | 2h 49' 32" | 66   |

## Nuoto
| Gara                        | Atleta             | Batterie | Batterie | Semifinali | Semifinali | Finale | Finale |
| Gara                        | Atleta             | Tempo    | Pos.     | Tempo      | Pos.       | Tempo  | Pos.   |
| --------------------------- | ------------------ | -------- | -------- | ---------- | ---------- | ------ | ------ |
| 50 m stile libero maschili  | Jackson Niyomugabo | 27"74    | 82       |            |            |        |        |
| 50 m stile libero femminili | Pamela Girimbabazi | 39"78    | 88       |            |            |        |        |